# Élections parlementaires polonaises de 2023
Les élections parlementaires polonaises de 2023 (en polonais : Wybory parlamentarne w Polsce w 2023 roku) se tiennent le 15 octobre 2023 afin d'élire les 460 députés de la Xe législature de la Diète et les 100 sénateurs de la XIe législature du Sénat, pour un mandat de quatre ans. Un référendum est organisé le même jour.
Le gouvernement sortant, mené par Droit et justice (PiS) du président du Conseil Mateusz Morawiecki et ses alliés regroupés au sein de la coalition Droite unie, disposent depuis 2019 d'une majorité absolue des sièges à la Diète mais pas au Sénat. Comme lors du précédent scrutin, la campagne électorale est marquée par la profonde opposition entre le PiS et la Plate-forme civique (PO), principale formation d'opposition menée par Donald Tusk, à la tête de la Coalition civique.
Les élections aboutissent à la perte par Droite unie de sa majorité à la Diète, la coalition gouvernementale essuyant un recul malgré son maintien en tête. Ces résultats provoquent une alternance au profit d'une alliance de l'opposition entre Coalition civique, La Gauche et Troisième voie, qui détiennent ensemble la majorité à la Diète et au Sénat. Après une brève tentative de Morawiecki de se maintenir en formant un nouveau gouvernement dépourvu de majorité parlementaire, l'opposition forme un gouvernement mené par Donald Tusk qui obtient la confiance des députés le 12 décembre, et entre en fonction le lendemain.

## Contexte

### Élections parlementaires de 2019

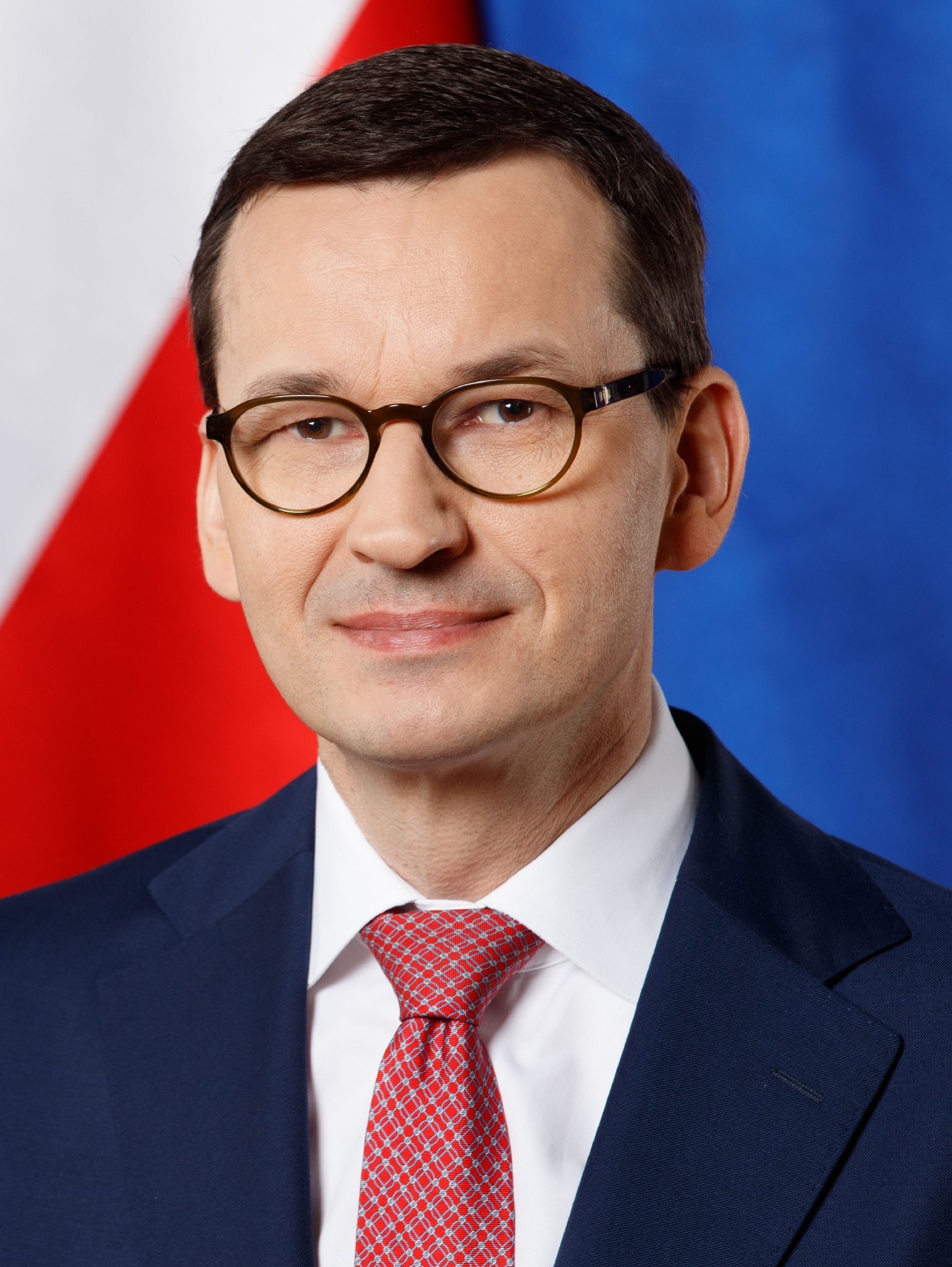
Mateusz Morawiecki.

Les élections parlementaires de 2019 connaissent un taux de participation record depuis la chute du communisme, avec plus de 60 % des inscrits participant au vote. Le scrutin voit le retour au Parlement des formations de centre gauche après quatre ans d'absence, ainsi que des partis d'extrême droite, exclus des deux chambres depuis 2007.
Recueillant le plus important pourcentage jamais obtenu depuis le retour de la démocratie, les partis de droite rassemblés autour de Droit et justice (PiS) au sein de la coalition Droite unie conservent leur majorité absolue à la Diète. Majoritaire au Parlement depuis les élections d'octobre 2015, le PiS remporte ainsi une nouvelle victoire électorale qui lui permet de se maintenir, même s'il perd de peu la majorité au Sénat. Le président du PiS, Jarosław Kaczyński, voit confortée sa position d'homme fort du pays, sans pour autant occuper de poste gouvernemental. C'est la deuxième fois depuis la chute du communisme qu’une majorité sortante est reconduite. Le principal parti d'opposition, Plate-forme civique (PO), progresse néanmoins avec ses alliés réunit au sein de la Coalition civique (KO), sans pour autant obtenir à son tour la majorité au Sénat en raison de la progression de la Coalition polonaise (KP) et de La Gauche (Lewica) ainsi que de plusieurs candidats indépendants,.
Un mois après le scrutin, le président du Conseil des ministres sortant, Mateusz Morawiecki, forme son second gouvernement. La composition du cabinet montre un renforcement des « modérés » de la droite au pouvoir, dont est issu le président du Conseil, et un affaiblissement des « radicaux », emmenés par le ministre de la Justice, Zbigniew Ziobro. Cette stratégie est principalement destinée à séduire l'électorat centriste dans l'optique de l'élection présidentielle de 2020. Morawiecki obtient le 19 novembre la confiance de la Diète par 237 voix pour et 214 contre, avec trois abstentions,.

### Élection présidentielle de 2020

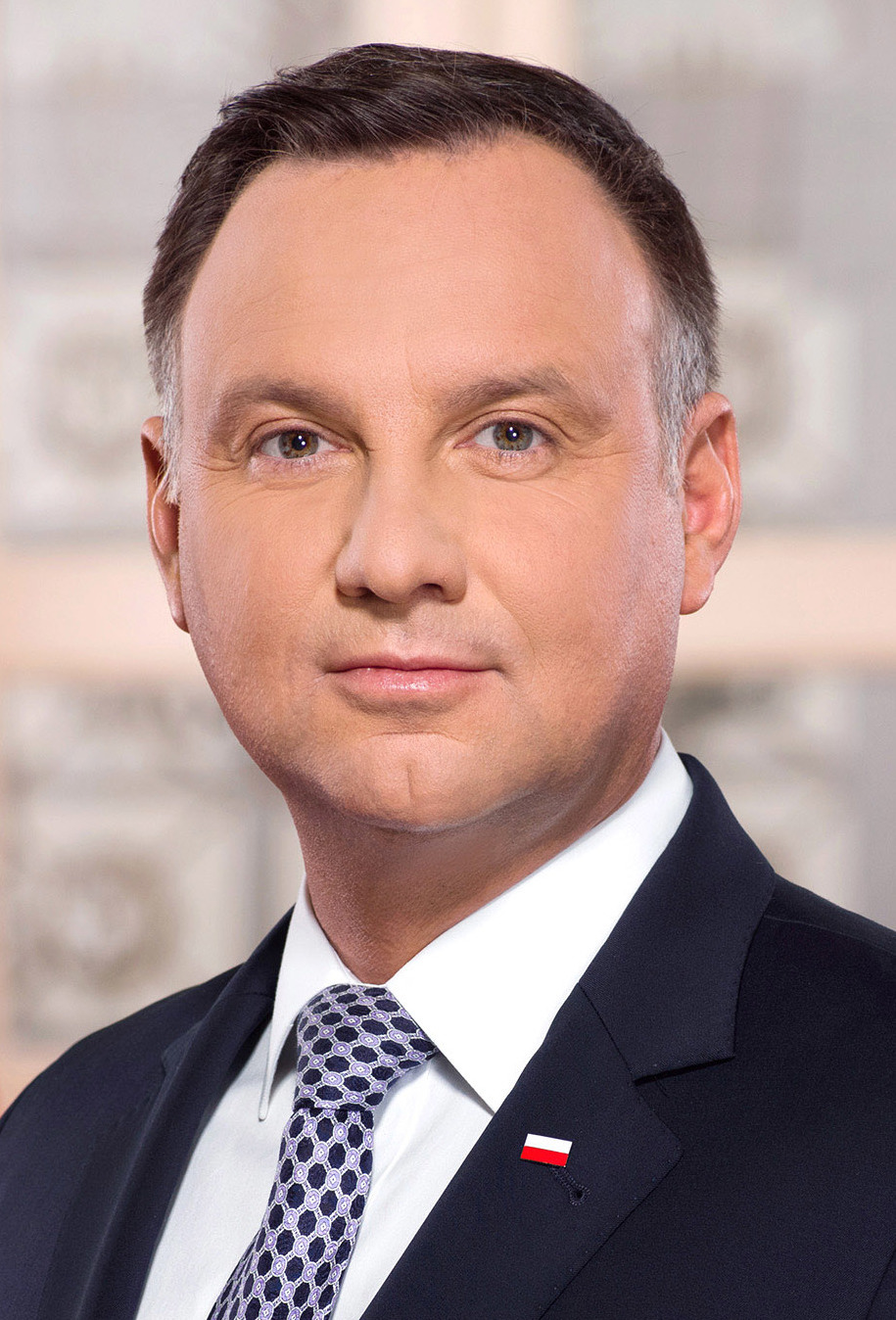
Andrzej Duda.

L'élection présidentielle organisée fin juin 2020 voit la victoire du président sortant Andrzej Duda, membre de Droit et justice. Initialement prévu les 10 et 24 mai 2020, le scrutin est fortement marqué par la Pandémie de Covid-19 qui touche alors le pays. La proposition du gouvernement de maintenir l’élection à la date prévue en l’organisant par voie postale uniquement suscite une vive polémique, l'opposition dénonçant les capacités inégales de faire campagne du président sortant et des autres candidats dans le contexte d'un confinement de la population. Le scrutin est finalement reporté à la suite d’un compromis au sein de la coalition au pouvoir puis du vote favorable de l'opposition, grâce notamment au contrôle du Sénat par cette dernière. 
Le premier tour connait une forte hausse de la participation malgré la crise sanitaire. Andrzej Duda et le maire de Varsovie, Rafał Trzaskowski, issu de Plate-forme civique, se qualifient pour le second tour. Duda l'emporte finalement avec un peu plus de 51 % des suffrages exprimés dans un contexte de nouvelle hausse de la participation. Cette élection présidentielle est alors la plus serrée de l'histoire de la Pologne.
La victoire de Duda permet au PiS de bénéficier de son veto présidentiel. En cas de victoire des partis d'opposition aux élections parlementaires de 2023, ceux-ci auront besoin d'une majorité qualifiée des trois cinquièmes des députés pour passer outre.

## Système électoral
La Pologne est dotée d'un Parlement bicaméral. Celle-ci est composée d'une chambre basse, la Diète (en polonais : Sejm), et d'une chambre haute, le Sénat. Les deux chambres sont renouvelées simultanément pour des mandats de quatre ans, selon des modes de scrutin différents. La date des élections est fixée par le président de la République dans les 30 jours précédant le quatrième anniversaire du début de la convocation du Parlement sortant. Le scrutin doit par ailleurs obligatoirement se tenir un jour non ouvrable, y compris les jours fériés. Les dates possibles sont par conséquent les 15, 22 et 29 octobre ainsi que le 1er, le 5 et le 11 novembre 2023.
La Diète est dotée de 460 sièges pourvus au scrutin proportionnel plurinominal dans 41 circonscriptions électorales de 7 à 19 sièges en fonction de leur population. Les électeurs votent pour des candidats dans leur circonscription, et un vote pour un candidat équivaut à un vote pour le parti auquel il est affilié. Une fois le décompte des voix effectué, les sièges sont répartis entre tous les partis ayant franchi le seuil électoral de 5 % des votes valides (8 % pour les coalitions) en proportion de leurs résultats en voix au niveau national, selon la méthode D'Hondt. Les partis attribuent ensuite les sièges qu'ils ont obtenus à ceux de leurs candidats ayant individuellement recueilli le plus de suffrages,. La minorité allemande est exceptionnellement exemptée de seuil électoral. Par ailleurs, les listes présentées par les partis doivent obligatoirement comporter au moins 35 % de candidats de chaque sexe.
Le Sénat est quant à lui doté de 100 sièges pourvus au scrutin uninominal majoritaire à un tour dans autant de circonscriptions.

## Principales forces en présence
| Partis                                      | Partis                                                       | Partis                                                                                                  | Positionnement et idéologie                                         | Chef de file                               | Résultats (Diète) en 2019  |
| ------------------------------------------- | ------------------------------------------------------------ | --- | ------------------------------------------------------------------- | ------------------------------------------ | -------------------------- |
|                                             |                                                              | Droit et justice Prawo i Sprawiedliwość (PiS)                                                           | Droite à extrême droite National-conservatisme, populisme de droite | Jarosław Kaczyński                         | 199 députés                |
|                                             | Pologne souveraine Suwerenna Polska (SP)                     | Droite à extrême droite National-conservatisme                                                          | Zbigniew Ziobro                                                     | 17 députés                                 |                            |
|                                             | Kukiz'15 (K'15)                                              | Centre droit à droite Populisme de droite, démocratie directe                                           | Paweł Kukiz                                                         | Membre de la Coalition polonaise 6 députés |                            |
| Droite unie Zjednoczona Prawica (ZP)        | Droite unie Zjednoczona Prawica (ZP)                         | Droite unie Zjednoczona Prawica (ZP)                                                                    | Droite unie Zjednoczona Prawica (ZP)                                | 43,59 % des voix 223 députés               |                            |
|                                             |                                                              | Plateforme civique Platforma Obywatelska (PO)                                                           | Centre droit Démocratie chrétienne, libéral-conservatisme           | Donald Tusk                                | 119 députés                |
|                                             | .Moderne .Nowoczesna (N)                                     | Centre à centre droit Libéralisme                                                                       | Adam Szłapka                                                        | 8 députés                                  |                            |
|                                             | Initiative polonaise Inicjatywa Polska (iPL)                 | Centre gauche Social-démocratie, progressisme                                                           | Barbara Nowacka                                                     | 4 députés                                  |                            |
|                                             | Les Verts Zieloni (Z)                                        | Centre gauche Écologie politique, progressisme                                                          | Przemysław Słowik (pl)                                              | 3 députés                                  |                            |
| Coalition civique Koalicja Obywatelska (KO) | Coalition civique Koalicja Obywatelska (KO)                  | Coalition civique Koalicja Obywatelska (KO)                                                             | Coalition civique Koalicja Obywatelska (KO)                         | 27,40 % des voix 134 députés               |                            |
|                                             |                                                              | Nouvelle Gauche Nowa Lewica (NL)                                                                        | Centre gauche Social-démocratie, progressisme                       | Włodzimierz Czarzasty                      | 43 députés                 |
|                                             | La Gauche ensemble Lewica Razem (Razem)                      | Gauche Socialisme démocratique, progressisme                                                            | Adrian Zandberg                                                     | 6 députés                                  |                            |
|                                             | Parti socialiste polonais Polska Partia Socjalistyczna (PPS) | Gauche Socialisme démocratique                                                                          | Wojciech Konieczny (en)                                             | Nouveau                                    |                            |
| La Gauche Lewica (L)                        | La Gauche Lewica (L)                                         | La Gauche Lewica (L)                                                                                    | La Gauche Lewica (L)                                                | 12,56 % des voix 49 députés                |                            |
|                                             |                                                              | Coalition polonaise (dont Parti paysan polonais) Koalicja Polska (dont Polskie Stronnictwo Ludowe, PSL) | Centre droit Démocratie chrétienne, agrarisme                       | Władysław Kosiniak-Kamysz                  | 8,55 % des voix 24 députés |
|                                             | Alliance Porozumienie (P)                                    | Droite Libéral-conservatisme                                                                            | Magdalena Sroka                                                     | Membre de Droite unie 18 députés           |                            |
|                                             | Pologne 2050 Polska 2050 Szymona Hołowni (PL2050)            | Centre Démocratie chrétienne, écologie politique                                                        | Szymon Hołownia                                                     | Nouveau                                    |                            |
| Troisième Voie Trzecia Droga (TD)           | Troisième Voie Trzecia Droga (TD)                            | Troisième Voie Trzecia Droga (TD)                                                                       | Troisième Voie Trzecia Droga (TD)                                   | Nouveau                                    |                            |
|                                             | Confédération Konfederacja (WiN)                             | Confédération Konfederacja (WiN)                                                                        | Extrême droite                                                      | Sławomir Mentzen et Krzysztof Bosak        | 6,81 % des voix 11 députés |

## Campagne électorale

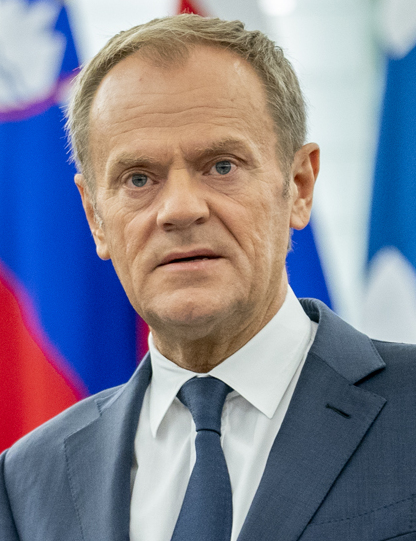
Donald Tusk.

La campagne est dominée par la coalition Droite unie au pouvoir, menée par le parti Droit et justice (PiS) de Jarosław Kaczyński et du président du Conseil Mateusz Morawiecki, et la principale formation d'opposition, la Coalition civique, menée par le parti Plate-forme civique (PO) de l'ancien président du Conseil Donald Tusk. 
L'affrontement entre les deux camps politiques se révèle d'une rare violence verbale pour une démocratie occidentale. Le gouvernement bénéficie par ailleurs du soutien de nombreux médias polonais, généralement liés au PiS, qui mènent une violente campagne de dénigrement à l'encontre de Donald Tusk. Les meetings de ce dernier sont par ailleurs constamment perturbés, voire interrompus par des intrusions de perturbateurs. Le dirigeant du PiS, Jaroslaw Kaczynski, participe à la violence des débats en affirmant notamment que « Donald Tusk est le véritable ennemi de notre nation. Il veut la guerre civile, la destruction du catholicisme. Il défend sans honte les bandits et les criminels », tandis que Mateusz Morawiecki, le qualifie quant à lui de « Judas, un fanfaron, un escroc, un menteur, un querelleur ». L'opposition assimile quant à elle le PiS au régime autoritaire d'obédience soviétique sous des slogans tels que « Hier les communistes, aujourd'hui le PiS », Donald Tusk appelant les électeurs à mettre en échec le gouvernement avant « qu'il fasse reculer notre histoire jusqu’à ses pages les plus sombres ! ». Le dirigeant de la PO multiplie par ailleurs les discours dans lesquels il met en avant son opposition à l'immigration, dénonçant l’« hypocrisie » du gouvernement qu'il accuse d'avoir fait entrer en Pologne des centaines de milliers de migrants d’Afrique et d’Asie. Il promet également de « réclamer des comptes » à un pouvoir qualifié de profondément corrompu et incompétent, ainsi que de « faire le ménage » dans l'appareil d'Etat, qu'il accuse d'avoir été infiltré en profondeur par le PiS. » 

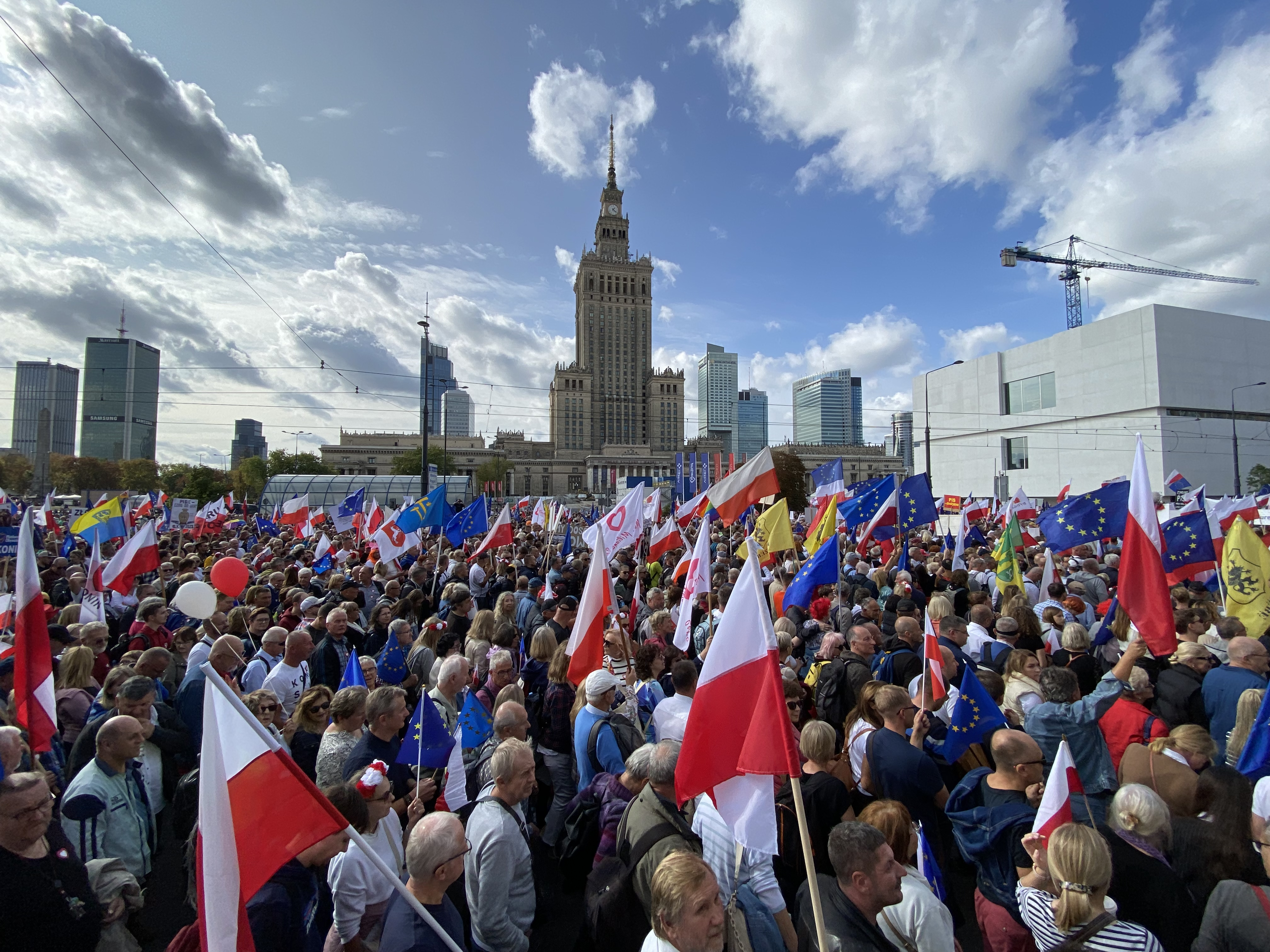
Manifestation de l'opposition le 1er octobre à Varsovie.

Historiquement libérale bien que désormais alliée à des partis l'ayant fait basculer vers le centre gauche, la Plate-forme civique se distance d'un programme économique qui promettait la privatisation des entreprises du secteur public, et entreprend de faire campagne via un repositionnement à gauche sur les questions de société. Son programme propose ainsi de généraliser le droit à l’avortement, de légaliser l'union civile ainsi que d'instaurer la gratuité de la médecine prénatale et de la fécondation in vitro, et de mettre en œuvre une réforme de séparation financière de l’Église et de l’État. Cultivant l'ambiguïté afin de séduire des électeurs de sensibilités diverses, la Coalition civique souffre en retour de son caractère hétéroclite, qui voit notamment concourir sur ses listes une ancienne figure de l’extrême droite comme un populiste agrarien.
Bien qu'en hausse dans les sondages d'opinion par rapport à ses résultats de 2019, l'opposition pâtit néanmoins de l'impopularité de Donald Tusk, qui atteint 60 % de l’opinion publique. Son gouvernement, entre 2007 et 2014, avait été marqué par l’orthodoxie budgétaire, un chômage élevé, les salaires bas et les contrats de travail précaires. L'ancien président du Conseil peine également à se défaire de sa réforme de l’âge de départ à la retraite, effectuée en dépit de ses promesses préélectorales d'alors. Le passage de Donald Tusk à la tête du gouvernement l'avait ainsi vu relever de 65 à 67 ans l'âge de départ à la retraite pour les hommes, et de 60 à 67 ans pour les femmes. La réforme, destinée à s'échelonner jusqu'en 2040, est annulée par Droit et Justice à son arrivée au pouvoir en 2016. Ces antécédents servent en 2023 d'arguments électoraux pour le gouvernement. Ayant au contraire fait campagne avec un programme social sur le thème de la « Pologne solidaire », ce dernier met en exergue le risque d'un retour de ces mesures impopulaires en cas de victoire de la Coalition civique,,. En 2023, le PiS accuse directement Donald Tusk d'être soumis à des intérêts étrangers, notamment de l'Allemagne, accusée de favoriser son accession au pouvoir pour permettre l'acquisition des biens publics polonais. L'opposition dément vigoureusement ces accusations, accusant en retour le gouvernement de faire du népotisme en récompensant ses alliés par l'attribution de postes à haute rémunération dans les directions de ces entreprises publiques,.
Le gouvernement alimente la défiance d'une partie de la population envers l'opposition en organisant un référendum à question multiples en même temps que les élections. Sont ainsi soumis au vote la vente de compagnies publiques à des entités étrangères, l'augmentation de l'âge de départ à la retraite à 67 ans, le démantèlement de la clôture située à la frontière entre la Biélorussie et la Pologne, et le récent mécanisme d'accueil des réfugiés par l'Union européenne. L'ensemble de ces questions sont mises en avant par le gouvernement Morawiecki II dans le but explicite de les voir rejetées par les électeurs. Le référendum concerne en effet des positions impopulaires que Droit et justice attribue à ses adversaires politiques, de manière à galvaniser ses propres électeurs lors des élections parlementaires,,,.

## Résultats

### Participation
| Taux de participation | En 2019 | En 2023 | Différence |
| --------------------- | ------- | ------- | ---------- |
| À midi                | 18,14 % | 22,59 % | 4,45       |
| À 17 heures           | 45,94 % | 57,54 % | 11,60      |
| À 21 heures           | 61,74 % | 74,38 % | 12,64      |

### Diète
|                              |                                              |                                              |            |       |      |               |               |  |  |
| Parti                        | Parti                                        | Parti                                        | Voix       | %     | +/-  | Sièges        | +/-           |  |  |
|                              |                                              | Droit et justice (PiS)                       | 7 640 854  | 35,38 | 8,21 | 169           | 30            |  |  |
|                              | Pologne souveraine (SP)                      | 18                                           | 7 640 854  | 35,38 | 8,21 | 1             |               |  |  |
|                              | Parti républicain (PR)                       | 4                                            | 7 640 854  | 35,38 | 8,21 | 3             |               |  |  |
|                              | Kukiz'15 (K'15)                              | 3                                            | 7 640 854  | 35,38 | 8,21 | 3             |               |  |  |
| Total Droite unie (ZP)       | Total Droite unie (ZP)                       | 194                                          | 7 640 854  | 35,38 | 8,21 | 29            |               |  |  |
|                              |                                              | Plate-forme civique (PO)                     | 6 629 402  | 30,70 | 3,30 | 144           | 25            |  |  |
|                              | .Moderne (.M)                                | 6                                            | 6 629 402  | 30,70 | 3,30 | 2             |               |  |  |
|                              | Initiative polonaise (iPL)                   | 3                                            | 6 629 402  | 30,70 | 3,30 | 1             |               |  |  |
|                              | Les Verts (Zieloni)                          | 3                                            | 6 629 402  | 30,70 | 3,30 | en stagnation |               |  |  |
|                              | Agrounia (AU)                                | 1                                            | 6 629 402  | 30,70 | 3,30 | Nv.           |               |  |  |
| Total Coalition civique (KO) | Total Coalition civique (KO)                 | 157                                          | 6 629 402  | 30,70 | 3,30 | 23            |               |  |  |
|                              |                                              | Pologne 2050 (PL2050)                        | 3 110 670  | 14,40 | 5,85 | 33            | Nv.           |  |  |
|                              | Parti paysan polonais (PSL)                  | 29                                           | 3 110 670  | 14,40 | 5,85 | 6             |               |  |  |
|                              | Centre pour la Pologne (CDP)                 | 3                                            | 3 110 670  | 14,40 | 5,85 | Nv.           |               |  |  |
|                              | Alliance (P)                                 | 0                                            | 3 110 670  | 14,40 | 5,85 | 18            |               |  |  |
|                              | Union des démocrates européens (UED)         | 0                                            | 3 110 670  | 14,40 | 5,85 | 1             |               |  |  |
|                              | Parti démocratique (SD)                      | 0                                            | 3 110 670  | 14,40 | 5,85 | en stagnation |               |  |  |
|                              | Silésiens ensemble (SR)                      | 0                                            | 3 110 670  | 14,40 | 5,85 | en stagnation |               |  |  |
| Total Troisième voie (TD)    | Total Troisième voie (TD)                    | 65                                           | 3 110 670  | 14,40 | 5,85 | 23            |               |  |  |
|                              |                                              | Nouvelle Gauche (NL)                         | 1 859 018  | 8,61  | 3,95 | 19            | 24            |  |  |
|                              | La Gauche ensemble (LR)                      | 7                                            | 1 859 018  | 8,61  | 3,95 | 1             |               |  |  |
|                              | Parti socialiste polonais (PPS)              | 0                                            | 1 859 018  | 8,61  | 3,95 | en stagnation |               |  |  |
| Total La Gauche (Lewica)     | Total La Gauche (Lewica)                     | 26                                           | 1 859 018  | 8,61  | 3,95 | 23            |               |  |  |
|                              |                                              | Confédération (WiN)                          | 1 547 364  | 7,16  | 0,35 | 7             | 7             |  |  |
|                              | Nouvel espoir (NN)                           | 7                                            | 1 547 364  | 7,16  | 0,35 | 2             |               |  |  |
|                              | Confédération de la couronne polonaise (KKP) | 3                                            | 1 547 364  | 7,16  | 0,35 | 2             |               |  |  |
|                              | Mouvement national (RN)                      | 1                                            | 1 547 364  | 7,16  | 0,35 | 4             |               |  |  |
|                              | Union des familles chrétiennes (ZChR)        | 0                                            | 1 547 364  | 7,16  | 0,35 | en stagnation |               |  |  |
|                              | Parti des chauffeurs (PK)                    | 0                                            | 1 547 364  | 7,16  | 0,35 | en stagnation |               |  |  |
|                              | Ligue nationale (LN)                         | 0                                            | 1 547 364  | 7,16  | 0,35 | en stagnation |               |  |  |
| Total Confédération (WiN)    | Total Confédération (WiN)                    | 18                                           | 1 547 364  | 7,16  | 0,35 | 7             |               |  |  |
|                              | Coalition pour des gouvernements locaux (BS) | Coalition pour des gouvernements locaux (BS) | 401 054    | 1,86  | 1,08 | 0             | en stagnation |  |  |
|                              | Il n'y a qu'une Pologne (PJJ)                | Il n'y a qu'une Pologne (PJJ)                | 351 099    | 1,63  | Nv.  | 0             | en stagnation |  |  |
|                              | Minorité allemande (MN)                      | Minorité allemande (MN)                      | 25 778     | 0,12  | 0,05 | 0             | 1             |  |  |
|                              | Mouvement Prospérité et paix                 | Mouvement Prospérité et paix                 | 24 850     | 0,12  | Nv.  | 0             | en stagnation |  |  |
|                              | Autres partis                                | Autres partis                                | 6 585      | 0,03  | –    | 0             | en stagnation |  |  |
|                              |                                              |                                              |            |       |      |               |               |  |  |
| Suffrages exprimés           | Suffrages exprimés                           | Suffrages exprimés                           | 21 596 674 | 98,27 |      |               |               |  |  |
| Votes blancs et invalides    | Votes blancs et invalides                    | Votes blancs et invalides                    | 380 737    | 1,73  |      |               |               |  |  |
| Total                        | Total                                        | Total                                        | 21 977 411 | 100   | –    | 460           | en stagnation |  |  |
| Abstentions                  | Abstentions                                  | Abstentions                                  | 7 555 184  | 25,62 |      |               |               |  |  |
| Inscrits/Participation       | Inscrits/Participation                       | Inscrits/Participation                       | 29 532 595 | 74,38 |      |               |               |  |  |

### Sénat
|                              |                                              |                                              |                                              |            |       |               |               |               |  |  |
| Parti                        | Parti                                        | Parti                                        | Parti                                        | Voix       | %     | +/-           | Sièges        | +/-           |  |  |
|                              |                                              |                                              | Plate-forme civique (PO)                     | 6 187 295  | 28,91 | 6,75          | 41            | 1             |  |  |
|                              | .Moderne (.N)                                | 0                                            | 1                                            | 6 187 295  | 28,91 | 6,75          |               |               |  |  |
|                              | Initiative polonaise (IP)                    | 0                                            | en stagnation                                | 6 187 295  | 28,91 | 6,75          |               |               |  |  |
|                              | Les Verts (Zieloni)                          | 0                                            | en stagnation                                | 6 187 295  | 28,91 | 6,75          |               |               |  |  |
|                              | Agrounia (AU)                                | 0                                            | Nv.                                          | 6 187 295  | 28,91 | 6,75          |               |               |  |  |
| Total Coalition civique (KO) | Total Coalition civique (KO)                 | 41                                           | 2                                            | 6 187 295  | 28,91 | 6,75          |               |               |  |  |
|                              |                                              | Pologne 2050 (PL2050)                        | 2 462 360                                    | 11,50      | 5,78  | 5             | Nv.           |               |  |  |
|                              | Parti paysan polonais (PSL)                  | 4                                            | 2 462 360                                    | 11,50      | 5,78  | 2             |               |               |  |  |
|                              | Centre pour la Pologne (CDP)                 | 1                                            | 2 462 360                                    | 11,50      | 5,78  | Nv.           |               |               |  |  |
|                              | Union des démocrates européens (UED)         | 1                                            | 2 462 360                                    | 11,50      | 5,78  | en stagnation |               |               |  |  |
|                              | Alliance (P)                                 | 0                                            | 2 462 360                                    | 11,50      | 5,78  | 2             |               |               |  |  |
|                              | Parti démocratique (SD)                      | 0                                            | 2 462 360                                    | 11,50      | 5,78  | en stagnation |               |               |  |  |
|                              | Silésiens ensemble (SR)                      | 0                                            | 2 462 360                                    | 11,50      | 5,78  | en stagnation |               |               |  |  |
| Total Troisième voie (TD)    | Total Troisième voie (TD)                    | 11                                           | 2 462 360                                    | 11,50      | 5,78  | 6             |               |               |  |  |
|                              |                                              | Nouvelle Gauche (NL)                         | 1 131 639                                    | 5,29       | 3,01  | 5             | 3             |               |  |  |
|                              | La Gauche ensemble (LR)                      | 2                                            | 1 131 639                                    | 5,29       | 3,01  | 2             |               |               |  |  |
|                              | Parti socialiste polonais (PPS)              | 1                                            | 1 131 639                                    | 5,29       | 3,01  | 1             |               |               |  |  |
|                              | Union du travail (UP)                        | 1                                            | 1 131 639                                    | 5,29       | 3,01  | 1             |               |               |  |  |
| Total La Gauche (Lewica)     | Total La Gauche (Lewica)                     | 9                                            | 1 131 639                                    | 5,29       | 3,01  | 7             |               |               |  |  |
|                              | Indépendants                                 | Indépendants                                 | 694 957                                      | 3,28       | N/A   | 4             | 4             |               |  |  |
| Total Pacte Sénat 2023       | Total Pacte Sénat 2023                       | Total Pacte Sénat 2023                       | 10 476 251                                   | 48,98      | 5,32  | 65            | 15            |               |  |  |
|                              |                                              | Droit et justice (PiS)                       | Droit et justice (PiS)                       | 7 449 875  | 34,81 | 9,75          | 33            | 11            |  |  |
|                              | Pologne souveraine (SP)                      | Pologne souveraine (SP)                      | 1                                            | 7 449 875  | 34,81 | 9,75          | 1             |               |  |  |
|                              | Parti républicain (PR)                       | Parti républicain (PR)                       | 0                                            | 7 449 875  | 34,81 | 9,75          | en stagnation |               |  |  |
| Total Droite unie (ZP)       | Total Droite unie (ZP)                       | Total Droite unie (ZP)                       | 34                                           | 7 449 875  | 34,81 | 9,75          | 12            |               |  |  |
|                              |                                              | Nouvel espoir (NN)                           | Nouvel espoir (NN)                           | 1 443 836  | 6,75  | 5,96          | 0             | en stagnation |  |  |
|                              | Mouvement national (RN)                      | Mouvement national (RN)                      | 0                                            | 1 443 836  | 6,75  | 5,96          | en stagnation |               |  |  |
|                              | Confédération de la couronne polonaise (KKP) | Confédération de la couronne polonaise (KKP) | 0                                            | 1 443 836  | 6,75  | 5,96          | en stagnation |               |  |  |
|                              | Union des familles chrétiennes (ZChR)        | Union des familles chrétiennes (ZChR)        | 0                                            | 1 443 836  | 6,75  | 5,96          | en stagnation |               |  |  |
|                              | Parti des chauffeurs (PK)                    | Parti des chauffeurs (PK)                    | 0                                            | 1 443 836  | 6,75  | 5,96          | en stagnation |               |  |  |
|                              | Ligue nationale (LN)                         | Ligue nationale (LN)                         | 0                                            | 1 443 836  | 6,75  | 5,96          | en stagnation |               |  |  |
| Total Confédération (WiN)    | Total Confédération (WiN)                    | Total Confédération (WiN)                    | 0                                            | 1 443 836  | 6,75  | 5,96          | en stagnation |               |  |  |
|                              | Coalition pour des gouvernements locaux (BS) | Coalition pour des gouvernements locaux (BS) | Coalition pour des gouvernements locaux (BS) | 1 049 919  | 4,91  | 3,09          | 0             | en stagnation |  |  |
|                              | Nouvelle démocratie - Oui (ND-TAK)           | Nouvelle démocratie - Oui (ND-TAK)           | Nouvelle démocratie - Oui (ND-TAK)           | 95 691     | 0,45  | Nv.           | 0             | en stagnation |  |  |
|                              | Il n'y a qu'une Pologne (PJJ)                | Il n'y a qu'une Pologne (PJJ)                | Il n'y a qu'une Pologne (PJJ)                | 55 418     | 0,26  | Nv.           | 0             | en stagnation |  |  |
|                              | Autres partis                                | Autres partis                                | Autres partis                                | 315 779    | 1,47  | –             | 0             | en stagnation |  |  |
|                              | Indépendants                                 | Indépendants                                 | Indépendants                                 | 684 785    | 3,20  | 2,17          | 1             | 3             |  |  |
|                              |                                              |                                              |                                              |            |       |               |               |               |  |  |
| Suffrages exprimés           | Suffrages exprimés                           | Suffrages exprimés                           | Suffrages exprimés                           | 21 402 998 | 97,49 |               |               |               |  |  |
| Votes blancs et invalides    | Votes blancs et invalides                    | Votes blancs et invalides                    | Votes blancs et invalides                    | 552 032    | 2,51  |               |               |               |  |  |
| Total                        | Total                                        | Total                                        | Total                                        | 21 955 030 | 100   | –             | 100           | en stagnation |  |  |
| Abstentions                  | Abstentions                                  | Abstentions                                  | Abstentions                                  | 7 577 565  | 25,69 |               |               |               |  |  |
| Inscrits/Participation       | Inscrits/Participation                       | Inscrits/Participation                       | Inscrits/Participation                       | 29 532 595 | 74,31 |               |               |               |  |  |

### Cartes

Résultats par circonscription à la Diète
Résultats par district à la Diète
Résultats par commune à la Diète
Résultats par coalition au Sénat
Résultats par coalition au Sénat, avec le Pacte Sénat 2023

## Analyse et conséquences

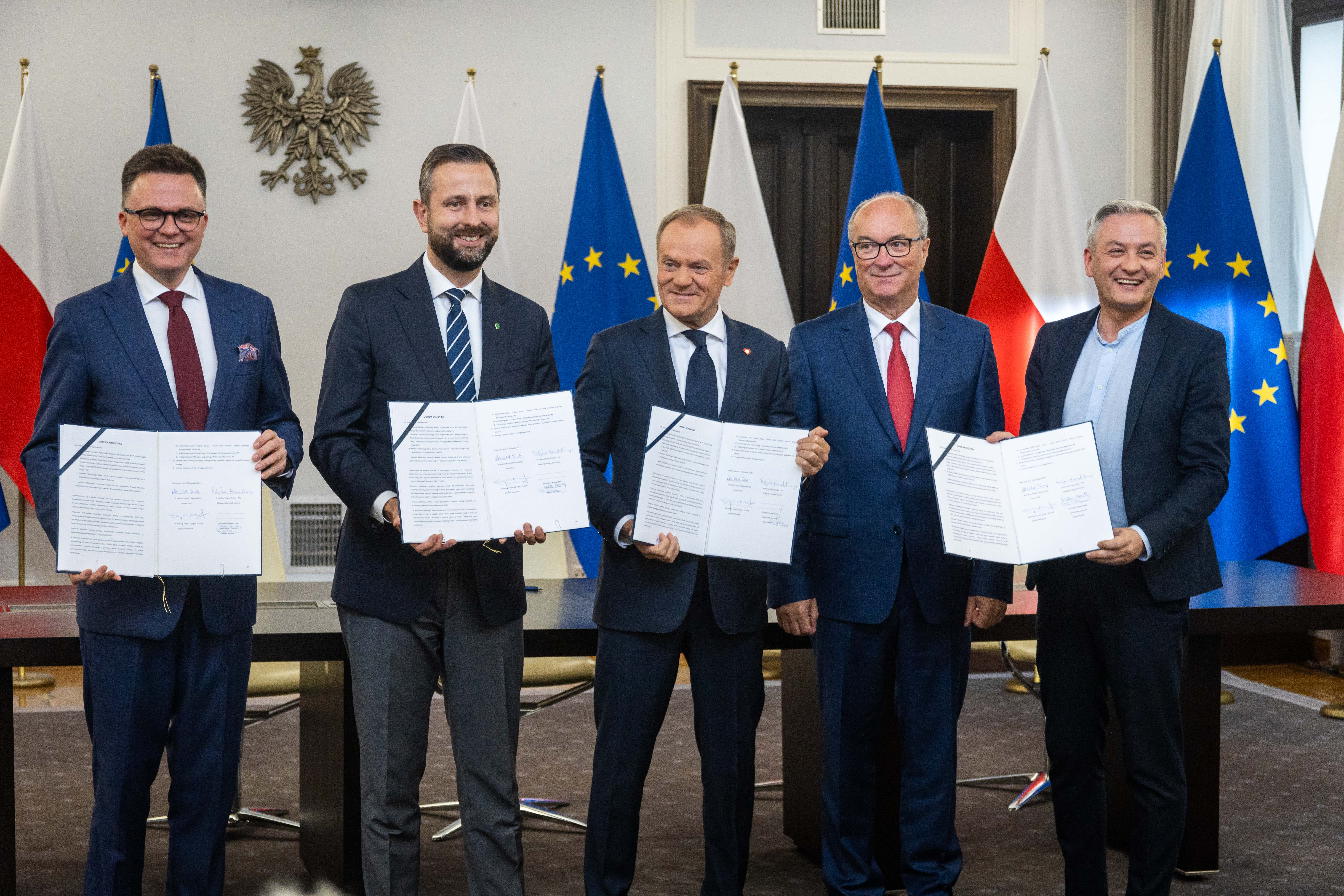
Les dirigeants de l'opposition centriste présentant leur accord de coalition le 10 novembre 2023.

Les élections connaissent une forte hausse de la participation, qui atteint 74 % des inscrits contre 61 % en 2019. Il s'agit du taux le plus élevé qu'ait connu le pays depuis la chute du communisme et le rétablissement de la démocratie en 1989,.
La coalition Droite unie, menée par le PiS, arrive à nouveau en tête mais essuie un important recul qui lui fait perdre la majorité absolue des sièges qu'elle détenait à la Diète. Le recul est tel que la coalition gouvernementale ne peut espérer se maintenir au pouvoir en concluant une alliance sur sa droite avec la coalition Confédération. Un membre du PiS est néanmoins susceptible de se voir confier en premier la tâche de former un gouvernement, en raison du soutien du président de la République, Andrzej Duda, qui a pour prérogative de nommer en premier un candidat. La Constitution de 1997 impose cependant au nouveau gouvernement de recevoir la confiance de la Diète dans les deux semaines suivant sa nomination. Un probable échec du PiS devrait permettre ensuite à la Diète de choisir elle-même un second candidat à la majorité absolue.
Arrivée deuxième, la Coalition civique se retrouve par conséquent en position de provoquer une alternance en formant une alliance avec les coalitions La Gauche et Troisième voie, elles aussi dans l'opposition. Cette situation, rapidement révélée par les sondages de sortie des urnes, amène Donald Tusk à revendiquer la victoire au soir du scrutin,.
Le 24 octobre, les trois coalitions d'opposition présentent la candidature de Tusk au poste de président du Conseil au président Duda. Comme attendu, Andrzej Duda charge le 6 novembre le président du Conseil sortant, Mateusz Morawiecki, de former un nouveau gouvernement, bien que celui-ci ne dispose pas d'une majorité parlementaire viable. Les trois forces de l'opposition signent, quatre jours plus tard, leur accord de coalition, confirmant la mise en minorité de la Droite unie. L'installation des deux chambres a lieu le 13 novembre. Comme pressenti, l'opposition fait élire son candidat à la présidence de la Diète, Szymon Hołownia.
Comme prévu, un mois plus tard, le 11 décembre, le gouvernement Morawiecki III n'obtient pas la confiance, recueillant seulement 190 voix favorables et 266 voix contre. Quelques heures après cet échec, la candidature de Donald Tusk est approuvée par la Diète avec 248 voix pour et 201 contre. Le nouvel exécutif obtient la confiance le lendemain toujours par 248 voix pour et 201 contre, et prend ses fonctions le 13 décembre,,.